# Дулов, Александр Иванович
Алекса́ндр Ива́нович Ду́лов (1 сентября 1918, Знаменка, Иркутская губерния — 6 сентября 2005) — советский и российский педагог, доктор педагогических наук (1973), профессор.

## Биография
Родился 1 сентября 1918 года в селе Знаменка (ныне — Жигаловского района Иркутской области) в семье служащего.
В 1936 г. с первого курса Иркутского государственного университета он был направлен на учительскую работу в Любавинскую среднюю школу Кыринского района Читинской области.
С 1939 г. служил в Советской Армии. На фронте Великой Отечественной войны младший лейтенант А. И. Дулов принимал участие в обороне Москвы, командовал стрелковым взводом. В сентябре 1942 г. после тяжелого ранения был демобилизован.
Работал учителем и директором в Хапчерангинской средней школе Кыринского района Читинской области и средних школах № 14 и 15 г. Иркутска. В 1947 г. заочно окончил физико-математический факультет Иркутского государственного института.
Научно-педагогическая работа А. И. Дулова основана на глубоком знании общеобразовательной школы и является результатом 60-летней практической педагогической деятельности. Работая директором школы, выполнил научное исследование и успешно защитил кандидатскую диссертацию на тему: «Организация и методика классного руководства в 5-7 классах» (1953). С 1953 по 1960 г. заведовал кафедрой педагогики Иркутского государственного педагогического института иностранных языков, 5 лет был ректором этого же института.
С 1960 г. по 1985 г. с небольшим перерывом заведовал кафедрой педагогики Иркутского государственного педагогического института, затем работал профессором кафедры педагогики Иркутского государственного лингвистического университета. Подготовил 31 кандидата педагогических наук. Вплоть до самых последних дней выступал официальным оппонентом на защитах диссертаций, рецензировал исследования и консультировал молодых научных работников.
Являлся организатором и первым председателем областного отделения педагогического общества, основателем и бессменным руководителем (на общественных началах) в течение 25 лет Иркутской лаборатории нравственного воспитания НИИ общих проблем воспитания АПН СССР (1962—1987 гг.). Массовость привлечения учительства к работе лаборатории обеспечивалась прежде всего через традиционные годичные собрания, в большинстве из них принимало участие от 300 до 500 человек. В журналах «Народное образование» (№ 8 1962 г.; № 2, 4 за 1971; № 7 за 1972 г.; № 4 за 1975 г.;), «Советская педагогика» (№ 9 за 1975 г. и др.) приводилась информация и давалась высокая оценка деятельности этой лаборатории.
Александр Иванович ушёл из жизни на 88 году жизни после продолжительной болезни 06 сентября 2005 г.

## Семья
- Отец: Дулов Иван Афанасьевич, коммерсант.
- Мать: Дулова Дарья Васильевна — домохозяйка.
- Жена: Архипова Ксения Алексеевна (1916—2003), учитель русского языка и литературы, делегат Второго Всемирного Конгресса Сторонников мира (1950).
- Брат: Дулов, Всеволод Иванович (1913—1964), Доктор исторических наук, профессор, лауреат Государственной премии СССР.
- Сестра: Дулова Л. И. (род. 1923) — вдова Петра Шелохонова, актёра театра и кино, Заслуженного артиста РСФСР.

Дети:
1. Сын — Дулов Всеволод Александрович (1938—1955), трагически погиб после окончания школы.
2. Дочь — Саклешина Людмила Александровна (1939-2021) — кандидат педагогических наук, доцент. Работала учителем русского языка и литературы, директором школы, преподавателем ИГУ им. Жданова.
3. Дочь — Дулова Валентина Александровна (1944—2018) — заслуженный работник культуры РФ, актриса, режиссёр, педагог. Работала в Архангельском драматическом театре, Ленинградском театре Ленсовета, Иркутском ТЮЗе и драматическом театре.
4. Дочь — Стефановская Татьяна Александровна (р.1951) — доктор педагогических наук, профессор. Учитель английского и немецкого языков, преподаватель Иркутского государственного педагогического института, заведующая кафедрой педагогики, проректор Иркутского государственного лингвистического университета, заведующая кафедрой педагогики Института повышения квалификации работников образования.